# André Ghem
André Ghem (Porto Alegre, 29 maggio 1982) è un allenatore di tennis ed ex tennista brasiliano.
Vanta un titolo in singolare e 9 in doppio nel circuito Challenger, oltre a diversi altri titoli nel circuito ITF. Il suo best ranking in singolare è stato il 118º posto raggiunto il 27 luglio 2015, mentre in doppio è stato 88º il 25 giugno 2007. Aveva debuttato nel circuito ATP battendo a sorpresa Gustavo Kuerten nel primo turno del Brasil Open 2006, ma la sua seconda e ultima vittoria in un incontro del circuito maggiore sarebbe arrivata nel Düsseldorf Open 2013.

## Statistiche

### Tornei minori

#### Singolare

##### Vittorie (6)
| Legenda        |
| Challenger (1) |
| Futures (5)    |

| N. | Data             | Torneo                          | Superficie  | Avversario in finale | Punteggio        |
| 1. | 12 agosto 2004   | Brazil F3, Caldas Novas         | Cemento     | Júlio Silva          | 6-2, 7-5         |
| 2. | 7 novembre 2004  | Brazil F12, Campinas            | Terra rossa | Francisco Costa      | 7-5, 6-3         |
| 3. | 13 agosto 2006   | Joinville Challenger, Joinville | Terra rossa | Bruno Echagaray      | 6-1, 6-4         |
| 4. | 7 novembre 2010  | Brazil F31, Porto Alegre        | Terra rossa | Andre Miele          | 6-4, 6-1         |
| 5. | 30 gennaio 2011  | Brazil F5, João Pessoa          | Terra rossa | Tiago Lopes          | 6-4, 5-7, 7–6(1) |
| 6. | 17 novembre 2011 | Brazil F40, Foz do Iguaçu       | Terra rossa | Joao Pedro Sorgi     | 6-3, 6-2         |

##### Finali perse (10)
| Legenda        |
| Challenger (4) |
| Futures (6)    |

| N.  | Data              | Torneo                                | Superficie  | Avversario in finale   | Punteggio        |
| 1.  | 10 agosto 2003    | Brazil F3A, Guarulhos                 | Terra rossa | Eduardo Bohrer         | 4-6, 3-6         |
| 2.  | 28 agosto 2005    | Brazil F7, Canela                     | Terra rossa | Lucas Engel            | 6(7)–7, 6-4, 4-6 |
| 3.  | 25 settembre 2005 | Brazil F11, Porto Alegre              | Terra rossa | Lucas Engel            | 6-2, 2-6, 2-6    |
| 4.  | 4 maggio 2008     | Brazil F2, Itu                        | Terra rossa | Rogério Dutra da Silva | 6(4)–7, 6-4, 4-6 |
| 5.  | 11 agosto 2008    | Samarkand Challenger, Samarcanda      | Terra rossa | Michail Elgin          | 6(4)–7, 6-4, 4-6 |
| 6.  | 28 novembre 2010  | Brazil F34, Foz do Iguaçu             | Terra rossa | Juan-Pablo Villar      | 1-6, 3-6         |
| 7.  | 2 gennaio 2011    | Brazil F1, San Paolo                  | Terra rossa | Gastão Elias           | 3-6, 4-6         |
| 8.  | 12 maggio 2013    | Rio Quente Tennis Classic, Rio Quente | Terra rossa | Rajeev Ram             | 6-4, 4-6, 3-6    |
| 9.  | 22 marzo 2015     | Pingshan Open, Shenzhen               | Cemento     | Blaž Kavčič            | 5-7, 4-6         |
| 10. | 4 settembre 2016  | Curitiba Challenger, Curitiba         | Terra rossa | Agustín Velotti        | 0-6, 4-6         |

#### Doppio

##### Vittorie (21)
| Legenda tornei minori |
| Challenger (9)        |
| Futures (12)          |

| N.  | Data             | Torneo                                                           | Superficie  | Compagno              | Avversari in finale                            | Punteggio            |
| 1.  | 16 maggio 2004   | Colombia F2, Pereira                                             | Terra rossa | Lucas Engel           | Júlio Silva Rogério Dutra da Silva             | 6-4, 6-3             |
| 2.  | 13 giugno 2004   | Mexico F8, Pereira                                               | Terra rossa | Eduardo Bohrer        | Rodrigo-Antonio Grilli Carlos Palencia         | 3-6, 6-1, 7–6(1)     |
| 3.  | 10 ottobre 2004  | Colombia F3, Medellín                                            | Terra rossa | Lucas Engel           | Jorge Aguilar Guillermo Hormazabal             | 7–6(2), 6-3          |
| 4.  | 24 ottobre 2004  | Brazil F10, Campo Grande                                         | Terra rossa | Lucas Engel           | Júlio Silva Rogério Dutra da Silva             | 6-0, 6-1             |
| 5.  | 1º maggio 2005   | Colombia F3, Cali                                                | Terra rossa | Lucas Engel           | Pablo González Michael Quintero                | 6-4, 6-4             |
| 6.  | 22 maggio 2005   | Brazil F4, Piracicaba                                            | Terra rossa | Lucas Engel           | Marcelo Melo Alexandre Simoni                  | 6-3, 6(3)–7, 7–6(3)  |
| 7.  | 29 maggio 2005   | Brazil F5, Florianópolis                                         | Terra rossa | Lucas Engel           | Rafael Farias Rodrigo Guidolin                 | 6-4, 6-4             |
| 8.  | 28 agosto 2005   | Brazil F7, Canela                                                | Terra rossa | Lucas Engel           | Alexandre Bonatto Henrique Pinto-Silva         | 7-5, 6-1             |
| 9.  | 30 aprile 2006   | Abierto Internacional Varonil Club Casablanca, Città del Messico | Cemento     | Pierre-Ludovic Duclos | Rik De Voest Glenn Weiner                      | 6-4, 0-6, [10-3]     |
| 10. | 13 agosto 2006   | Joinville Challenger, Joinville                                  | Terra rossa | Alexandre Simoni      | Marcelo Melo André Sá                          | 6-4, 5-7, [10-8]     |
| 11. | 15 ottobre 2006  | Open Medellin, Medellín                                          | Terra rossa | Marcelo Melo          | Pablo Cuevas Horacio Zeballos                  | walkover             |
| 12. | 12 novembre 2006 | Buenos Aires Challenger, Buenos Aires                            | Terra rossa | Flávio Saretta        | Tomas Behrend Marcel Granollers                | 6-1, 6-4             |
| 13. | 19 novembre 2006 | Asunción Challenger, Asunción                                    | Terra rossa | Flávio Saretta        | Carlos Berlocq Vassallo Argüello               | 3-6, 6-3, [10-3]     |
| 14. | 20 maggio 2007   | Zagreb Open, Zagabria                                            | Terra rossa | Tomas Behrend         | James Auckland Jamie Delgado                   | 6-2, 6-1             |
| 15. | 10 giugno 2007   | Franken Challenge, Fürth                                         | Terra rossa | Bruno Echagaray       | Fabio Fognini Frederico Gil                    | 7–6(1), 4-6, [13-11] |
| 16. | 13 giugno 2010   | Netherlands F1, Apeldoorn                                        | Terra rossa | Catalin-Ionut Gard    | Kevin Deden Holger Fischer                     | 7–6(5), 3-6, [12-10] |
| 17. | 21 novembre 2010 | Brazil F33, Belo Horizonte                                       | Terra rossa | Guilherme Clezar      | Giorgio Portaluri Juan-Pablo Villar            | 6-3, 6-2             |
| 18. | 28 novembre 2010 | Brazil F34, Foz do Iguaçu                                        | Terra rossa | Guilherme Clezar      | Diego Galeano Daniel-Alejandro Lopez Cassaccia | 6-1, 6-4             |
| 19. | 2 gennaio 2011   | Brazil F1, San Paolo                                             | Terra rossa | Franco Ferreiro       | Thomas Fabbiano Uladzimir Ihnacik              | 6(3)–7, 6-4, [10-3]  |
| 20. | 22 luglio 2012   | Bercuit Tennis Open, Bercuit                                     | Terra rossa | Marco Trungelliti     | Facundo Bagnis Pablo Galdón                    | 6-1, 6-2             |
| 21. | 24 gennaio 2016  | Rio de Janeiro Tennis Cup, Rio de Janeiro                        | Terra rossa | Gastão Elias          | Jonathan Eysseric Miguel Ángel Reyes Varela    | 6–4, 7–6(2)          |

##### Finali perse (15)
| Legenda tornei minori |
| Challenger (10)       |
| Futures (5)           |

| N.  | Data              | Torneo                                      | Superficie  | Compagno               | Avversari in finale                            | Punteggio           |
| 1.  | 15 maggio 2005    | Brazil F3, Recife                           | Terra rossa | Lucas Engel            | Marcelo Melo Alexandre Simoni                  | 6(5)–7, 4-6         |
| 2.  | 25 settembre 2005 | Brazil F11, Porto Alegre                    | Terra rossa | Franco Ferreiro        | Rodrigo-Antonio Grilli Caio Zampieri           | 6(5)–7, 4-6         |
| 3.  | 8 gennaio 2006    | Aberto de São Paulo, San Paolo              | Terra rossa | Lucas Engel            | Thiago Alves Fabio Saretta                     | 6(10)–7, 3-6        |
| 4.  | 19 marzo 2006     | Challenger Salinas, Salinas                 | Terra rossa | Alexandre Simoni       | Thiago Alves Júlio Silva                       | 6-3, 4-6, [4-10]    |
| 5.  | 20 luglio 2008    | Oberstaufen Cup, Oberstaufen                | Terra rossa | Boy Westerhof          | Dusan Karol Jaroslav Pospíšil                  | 7–6(2), 1-6, [6-10] |
| 6.  | 27 luglio 2008    | Penza Cup, Penza                            | Terra rossa | Boy Westerhof          | Denis Istomin Russia Evgeniy Kirillov          | 2-6, 6-3, [6-10]    |
| 7.  | 19 aprile 2010    | Aberto de Tênis de Santa Catarina, Blumenau | Terra rossa | Simone Vagnozzi        | Franco Ferreiro André Sá                       | 4-6, 3-6            |
| 8.  | 29 agosto 2010    | Brazil F21, Campo Grande                    | Terra rossa | Rodrigo Guidolin       | Rafael Camilo Marcel Felder                    | 4-6, 7-5, [12-14]   |
| 9.  | 10 aprile 2011    | Pernambuco Brasil Open Series, Recife       | Terra rossa | Rodrigo Guidolin       | Giovanni Lapentti Fernando Romboli             | 2-6, 1-6            |
| 10. | 22 maggio 2011    | Brazil F14, Goiânia                         | Terra rossa | Rodrigo Guidolin       | Mauricio Doria-Medina Gastón-Arturo Grimolizzi | 6(7)–7, 0-6         |
| 11. | 12 giugno 2011    | Brazil F17, Curitiba                        | Terra rossa | Rodrigo Guidolin       | Diego Matos Andre Miele                        | 2-6, 6(5)–7         |
| 12. | 29 aprile 2012    | IS Open de Tenis, San Paolo                 | Terra rossa | Rodrigo Guidolin       | Paul Capdeville Marcel Felder                  | 5-7, 3-6            |
| 13. | 29 luglio 2012    | Tampere Open, Tampere                       | Terra rossa | Niels Desein           | Michael Linzer Gerald Melzer                   | 1-6, 6(3)–7         |
| 14. | 27 ottobre 2013   | Challenger de Buenos Aires, Buenos Aires    | Terra rossa | Rogério Dutra da Silva | Máximo González Diego Schwartzman              | 3-6, 5-7            |
| 15. | 3 novembre 2013   | Uruguay Open, Montevideo                    | Terra rossa | Rogério Dutra da Silva | Martín Cuevas Pablo Cuevas                     | walkover            |